# Samuel Ringgold
Samuel Ringgold, född 15 januari 1770 i Chestertown i Maryland, död 18 oktober 1829 i Frederick i Maryland, var en amerikansk politiker (demokrat-republikan). Han var ledamot av USA:s representanthus 1810–1815 och 1817–1821.
Ringgold var verksam som jordbrukare samt tjänstgjorde som domare i Washington County 1806–1810 och 1822–1826. År 1810 efterträdde han Roger Nelson som kongressledamot och efterträddes 1815 av George Baer. År 1817 tillträdde han på nytt som kongressledamot och efterträddes 1821 av John Nelson. Ringgold avled år 1829 och gravsattes i Washington County i Maryland.